# Oratorio di Sant'Antonio Abate (Mele)
L'oratorio di Sant'Antonio Abate è un luogo di culto cattolico situato nel comune di Mele, in via del Piano, nella città metropolitana di Genova.

## Storia e descrizione
La struttura dell'oratorio - composto da un'unica navata - presenta una decorazione interna tipica del XVIII secolo genovese. Ampie pareti con alte finestre ricoperte dagli stucchi eseguiti da Rocco Cantoni, incorniciano il ciclo pittorico di Carlo Giuseppe Ratti raffigurante episodi della Vita di sant'Antonio abate eseguito tra il 1777 e il 1782.
All'interno, in una nicchia, è custodita una cassa processionale anonima, risalente al primo decennio del XVII secolo e raffigurante Sant'Antonio Abate e san Paolo di Tebe. Secondo alcuni storici dell'arte potrebbe trattarsi di una delle più antiche della Liguria . In un edificio accorpato all'oratorio è invece ospitata una seconda cassa processionale dello scultore Anton Maria Maragliano, riproducente il medesimo soggetto della prima, ma su scala maggiore. Il gruppo maraglianesco è stato scolpito nel 1710 per la Confraternita genovese, sita in Strada Giulia e detta dei Birri. Acquistato nel 1874 dalla locale confraternita di Mele fu accuratamente restaurato in uno specifico laboratorio di Genova in collaborazione con la Soprintendenza per i Beni storici, artistici ed etnoantropologici della Liguria. Il restauro venne finanziato da diversi enti pubblici e privati; la cassa processionale del Maragliano ha fatto ritorno il 5 giugno 2010 all'oratorio  della confraternitadi Mele.
Sempre all'interno sono invece custoditi tre crocefissi processionali lignei (del tipo che in Liguria è popolarmente chiamato "Cristo"), che sono utilizzati ancora oggi il 15 agosto per la processione della confraternita di Sant'Antonio Abate al santuario di Nostra Signora dell'Acquasanta.
Verso l'altare, nel soffitto, è presente un affresco raffigurante l'Ascensione eseguito dal pittore Gerolamo Costa nel 1809, mentre la pala d'altare è opera di Giovanni Andrea Ansaldo che la eseguì dopo il 1625; tale dipinto subirà negli anni successivi modifiche pittoriche da Orazio De Ferrari.